# Estadio Giuseppe Grezar
El Estadio Giuseppe Grezar, era un estadio multipropósito, pero principalmente dedicado a la práctica del fútbol, situado en la ciudad de Trieste, capital de la Región de Friuli-Venecia Julia. Sirvió de sede habitual al US Triestina Calcio.

## Historia
Fue inaugurado en 1932 con el nombre de "Stadio del Littorio", siendo sede del Mundial de fútbol de 1934, mantuvo dicho nombre hasta 1943 en el que cambia a "Stadio di Valmaura" denominación que dura hasta el año 1967, fecha en que cambia a su nombre definitivo "Stadio Giuseppe Grezar", en honor a Giuseppe Grezar jugador del Torino Calcio, natural de Trieste y seleccionado italiano muerto el 4 de mayo de 1949 en la fatídica Tragedia de Superga, en la que el avión que traía al equipo turinés desde la ciudad de Lisboa se estrelló contra unas colinas en las cercanías de Turín, falleciendo casi la totalidad del plantel del Torino.
Después de la apertura del nuevo campo de la Triestina, el Estadio Nereo Rocco, que el recinto se encuentra virtualmente abandonado y actualmente es utilizado principalmente como campo de entrenamiento del club y para la práctica del atletismo.

## Partidos del Mundial de 1934 disputados en el Stadio del Littorio
Sólo se jugó un partido de la primera fase en el entonces llamado "Stadio del Littorio", ese fue entre Checoslovaquia y Rumania.
| 27 de mayo de 1934 | Checoslovaquia      | 2:1 (0:1) | Rumania           | Stadio del Littorio, Trieste                                      |                                                                   |
|                    | Puč 61' Nejedlý 73' |           | Voorhoof 24', 35' | Asistencia: 9.000 espectadores Árbitro(s): Jan Langenus (Bélgica) | Asistencia: 9.000 espectadores Árbitro(s): Jan Langenus (Bélgica) |

- Datos: Q1627980
- Multimedia: Stadio Giuseppe Grezar / Q1627980

www.lucaseumbostinha.com.br